# Крістіан Фредерік Штольберг-Вернігеродський
Крістіан Фредерік Штольберг-Вернігеродський (нім. Christian Friedrich zu Stolberg-Wernigerode; нар. 8 січня 1746, Вернігеродський замок — пом. 26 травня 1824, Пешице) — представник німецького аристократичного роду Штольбергів, єдиний син графа Генрі Ернеста Штольберг-Вернігеродського, від якого успадкував титул графа Вернігеродського в 1778 році.

## Життєпис
Як син Генрі Ернеста Штольберг-Вернігеродського, графа Штольберг-Вернігеродського, Крістіан Фредерік був членом знатного роду Штольбергів. Його мати була другою дружиною Генрі Ернеста, принцесою Анна з Ангальт-Кетен, дочкою Августа Луї Ангальт-Кетенського.
Під час навчання в Галле з 1764 по 1767 рр. Він приєднався до масонської ложі нім. zu den drei Degen. Влітку 1767 він отримав четвертий, а пізніше п'ятий клас у масонської ложі в Лейпцигу.
Став лицарем ордена Святого Іоанна в 1790 році, в 1797 році отримав Орден Червоного орла Прусського королівства, а в 1803 році Чорного орла.